# Збірна Словенії з футболу
Збірна Словенії з футболу (словен. Slovenska nogometna reprezentanca) представляє Словенію на міжнародних футбольних турнірах. Виникла в 1991 році, коли Словенія вийшла зі складу Югославії. До цього місцеві гравці виступали за збірну Югославії. Футбольний союз Словенії (словен. Nogometna zveza Slovenije) заснований в 1920 році. Член ФІФА та УЄФА з 1992 року.

## Історія

### Початок
Перед тим як Словенія здобула незалежність у 1991, національна збірна Словенії існувала тільки у вигляді регіональної команди, офіційно не визнаної спортивною організацією ФІФА. Вона мала такий же статус, як збірна Каталонії з футболу. Команда в основному грала з аналогічними групами з інших республік СФР Югославія і була представлена словенськими гравцями у їхніх традиційних кольорах: білий, синій і червоний.

### Кваліфікації (1994—1998)
Першу кваліфікацію збірна Словенії провела в сезоні 1994–1995 у відбірній четвертій групі до чемпіонату Європи, де фінішувала на п'ятому місці, стартувавши з нічиїх з італійцями 1:1 (вдома) та Україною 0:0 (у Києві).
Кваліфікаційний цикл до чемпіонату світу 1998, найгірший цикл збірної, словенці посіли в першій групі останнє п'яте місце, до того ж в активі збірної не було жодної перемоги при різниці м'ячів 5:20.

### Кваліфікації (2000—2006)
Чемпіонат Європи 2000
У відборі до чемпіонату Європи 2000 виступали у другій групі та вперше в історії посіли друге місце, здобувши право на стикові матчі, де перемогли збірну України за підсумками двох матчів 2:1 та 1:1. У фінальному раунді чемпіонату словенці грали в групі С, але вилетіли, посівши останнє місце з двома очками:
| Результати     |                       |           |           |          |
| Дата           | Місце проведення      |           | Результат |          |
| 13 червня 2000 | Шарлеруа, Бельгія     | Югославія | 3:3       | Словенія |
| 18 червня 2000 | Амстердам, Нідерланди | Словенія  | 1:2       | Іспанія  |
| 21 червня 2000 | Арнем, Нідерланди     | Словенія  | 0:0       | Норвегія |

Чемпіонат світу 2002
Відбір на чемпіонат світу 2002 словенці провели досить вдало посівши друге місце в Групі 1.
| М  | Команда           | І  | В | Н | П  | МЗ | МП | РМ  | О  |
| -- | ----------------- | -- | - | - | -- | -- | -- | --- | -- |
| 1. | Росія             | 10 | 7 | 2 | 1  | 18 | 5  | +13 | 23 |
| 2. | Словенія          | 10 | 5 | 5 | 0  | 17 | 9  | +8  | 20 |
| 3. | Югославія         | 10 | 5 | 4 | 1  | 22 | 8  | +14 | 19 |
| 4. | Швейцарія         | 10 | 4 | 2 | 4  | 18 | 12 | +6  | 14 |
| 5. | Фарерські острови | 10 | 2 | 1 | 7  | 6  | 23 | −17 | 7  |
| 6. | Люксембург        | 10 | 0 | 0 | 10 | 4  | 28 | −24 | 0  |

У стикових матчах перемогли збірну Румунії 2:1 та 1:1. У фінальному раунді виступали в групі B, посіли останнє четверте місце.
| Результати     |                  |          |           |          |
| Дата           | Місце проведення |          | Результат |          |
| 12 червня 2002 | Сеоквіпо         | Словенія | 1:3       | Парагвай |
| 8 червня 2002  | Тегу             | ПАР      | 1:0       | Словенія |
| 2 червня 2002  | Гванджу          | Іспанія  | 3:1       | Словенія |

Чемпіонат Європи 2004
Не дивлячись на друге місце у відборі на чемпіонат Європи 2004:
|          |   |   |   |   |    |    |    |
| Команда  | І | В | Н | П | МЗ | МП | О  |
| Франція  | 8 | 8 | 0 | 0 | 29 | 2  | 24 |
| Словенія | 8 | 4 | 2 | 2 | 15 | 12 | 14 |
| Ізраїль  | 8 | 2 | 3 | 3 | 9  | 11 | 9  |
| Кіпр     | 8 | 2 | 2 | 4 | 9  | 18 | 8  |
| Мальта   | 8 | 0 | 1 | 7 | 5  | 24 | 1  |
|          |   |   |   |   |    |    |    |

У стикових матчах словенці поступились хорватам 1:1 та 0:1.
Чемпіонат світу 2006
Невдало провели словенці відбір і на чемпіонат світу 2006 року. Лише четверте підсумкове місце в п'ятій групі.
(Див. детальніше)
| Група 5   |    |     |   |     |    |    |    |
| Команда   | М  | Пер | Н | Пор | +  | -  | Оч |
| Італія    | 10 | 7   | 2 | 1   | 17 | 8  | 23 |
| Норвегія  | 10 | 5   | 3 | 2   | 12 | 7  | 18 |
| Шотландія | 10 | 3   | 4 | 3   | 9  | 7  | 13 |
| Словенія  | 10 | 3   | 3 | 4   | 10 | 13 | 12 |
| Білорусь  | 10 | 2   | 4 | 4   | 12 | 14 | 10 |
| Молдова   | 10 | 1   | 2 | 7   | 5  | 16 | 5  |
|           |    |     |   |     |    |    |    |

### Сучасність
Чемпіонат Європи 2008
Кваліфікаційний відбір до чемпіонату Європи 2008 словенці провели в Групі G, посіли шосте місце.
Чемпіонат світу 2010
Кваліфікаційний відбір до чемпіонату світу 2010 провели найбільш вдало за останні три відбори, фінішували другими в третій групі, в стикових матчах перемогли росіян 1:2 та 1:0.
Чемпіонат Європи 2012
Невдалим для словенців став відбір до чемпіонату Європи 2012, лише четверте підсумкове місце.
Чемпіонат світу 2014
Не пробились балканці і на чемпіонат світу 2014 лише третє місце в групі.
Чемпіонат Європи 2016
Посіли третє місце в групі E, що дає право зіграти в матчах плей-оф для можливості участі в Євро.

## Чемпіонат світу
- 1930–1990 — не брала участі (входила до складу Югославії)
- 1994 — не брала участі
- 1998 — не пройшла кваліфікацію
- 2002 — груповий етап
- 2006 — не пройшла кваліфікацію
- 2010 — груповий етап
- 2014 — не пройшла кваліфікацію
- 2018 — не пройшла кваліфікацію
- 2022 — не пройшла кваліфікацію

## Чемпіонат Європи
- 1960–1992 — не брала участі (входила до складу Югославії)
- 1996 — не пройшла кваліфікацію
- 2000 — груповий турнір
- 2004–2020 — не пройшла кваліфікацію

## Гравці збірної
- Прімож Гліха (1993—1998)

## Нинішній склад
Наступні 26 гравців були оголошені у списку збірної для участі у Євро-2024.
Вік гравців наведено на день початку змагання (14 червня 2024 року), дані про кількість матчів і голів — на 17 травня 2024 року.
| №  | Поз. | Гравець              | Дата народження (вік)            | Ігри | Голи | Клуб              |
| -- | ---- | -------------------- | -------------------------------- | ---- | ---- | ----------------- |
| 1  | ВР   | Ян Облак (капітан)   | 7 січня 1993 (вік 31 рік)        | 64   | 0    | Атлетіко (Мадрид) |
| 12 | ВР   | Від Белец            | 6 червня 1990 (вік 34 роки)      | 20   | 0    | АПОЕЛ             |
| 16 | ВР   | Ігор Векич           | 6 травня 1998 (вік 26 років)     | 1    | 0    | Вайле             |
|    |      |                      |                                  |      |      |                   |
| 20 | ЗХ   | Петар Стоянович      | 7 жовтня 1995 (вік 28 років)     | 52   | 2    | Сампдорія         |
| 6  | ЗХ   | Яка Бійол            | 5 лютого 1999 (вік 25 років)     | 47   | 1    | Удінезе           |
| 3  | ЗХ   | Юре Балковець        | 9 вересня 1994 (вік 29 років)    | 32   | 0    | Аланіяспор        |
| 23 | ЗХ   | Міха Блажич          | 8 травня 1993 (вік 31 рік)       | 32   | 0    | Лех (Познань)     |
| 2  | ЗХ   | Жан Карнічник        | 18 вересня 1994 (вік 29 років)   | 26   | 1    | Целє              |
| 4  | ЗХ   | Давид Брекало        | 3 грудня 1998 (вік 25 років)     | 12   | 1    | Орландо Сіті      |
| 13 | ЗХ   | Ерік Янжа            | 21 червня 1993 (вік 30 років)    | 8    | 2    | Гурник (Забже)    |
| 21 | ЗХ   | Ваня Дркушич         | 30 жовтня 1999 (вік 24 роки)     | 6    | 0    | Сочі              |
|    |      |                      |                                  |      |      |                   |
| 14 | ПЗ   | Ясмин Куртич         | 10 січня 1989 (вік 35 років)     | 90   | 2    | Зюдтіроль         |
| 7  | ПЗ   | Беньямін Вербич      | 27 листопада 1993 (вік 30 років) | 58   | 6    | Панатінаїкос      |
| 8  | ПЗ   | Санді Ловрич         | 28 березня 1998 (вік 26 років)   | 33   | 4    | Удінезе           |
| 22 | ПЗ   | Адам Гнезда Черин    | 16 липня 1999 (вік 24 роки)      | 29   | 4    | Панатінаїкос      |
| 5  | ПЗ   | Йон Горенц Станкович | 14 січня 1996 (вік 28 років)     | 22   | 1    | Штурм (Грац)      |
| 10 | ПЗ   | Тімі Макс Елшнік     | 29 квітня 1998 (вік 26 років)    | 13   | 1    | Олімпія (Любляна) |
| 15 | ПЗ   | Томі Горват          | 24 березня 1999 (вік 25 років)   | 5    | 0    | Штурм (Грац)      |
| 25 | ПЗ   | Адріан Зелькович     | 19 серпня 2002 (вік 21 рік)      | 1    | 0    | Спартак (Трнава)  |
| 24 | ПЗ   | Ніно Жугель          | 23 травня 2000 (вік 24 роки)     | 0    | 0    | Буде-Глімт        |
|    |      |                      |                                  |      |      |                   |
| 26 | НП   | Йосип Іличич         | 29 січня 1988 (вік 36 років)     | 79   | 16   | Марибор           |
| 9  | НП   | Андраж Шпорар        | 27 лютого 1994 (вік 30 років)    | 51   | 11   | Панатінаїкос      |
| 11 | НП   | Беньямін Шешко       | 31 травня 2003 (вік 21 рік)      | 28   | 11   | РБ Лейпциг        |
| 17 | НП   | Ян Млакар            | 23 жовтня 1998 (вік 25 років)    | 15   | 2    | Піза              |
| 19 | НП   | Жан Целар            | 14 березня 1999 (вік 25 років)   | 9    | 0    | Лугано            |
| 18 | НП   | Жан Випотник         | 18 березня 2002 (вік 22 роки)    | 8    | 2    | Бордо             |